# カナダ進歩保守党
カナダ進歩保守党（カナダしんぽほしゅとう、英語: Progressive Conservative Party of Canada、フランス語: Parti progressiste-conservateur du Canada）は、かつてカナダに1867年から2003年まで存在した、中道右派・保守主義政党。現在のカナダ保守党の前身である。

## 概説

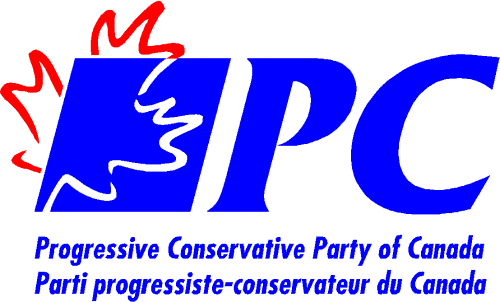
ロゴ（1996年時点）

1867年に「自由保守党」として設立、1873年に「保守党」、1946年に「進歩保守党」と改称。長らく中道左派のカナダ自由党と共に二大政党制を構成し、自由党と交代で政権を何度も担当したが、1993年のキム・キャンベル首相の下で行われた総選挙で、改選前の169議席のうち167議席を失うという大惨敗を喫し、わずか2議席のミニ政党へ転落してしまった。議会制民主主義が発達している先進国の政権与党がここまで壊滅的な敗北を喫した例は珍しく、小選挙区制におけるモデルケースとして紹介されることもある。
その後、1997年の総選挙では20議席まで回復したが往年の勢力を取り戻すことが出来ず、小政党のまま推移した。2003年、カナダ同盟と合併してカナダ保守党を結成。
なお、一部のカナダ議会の上院議員はカナダ同盟との合併に反対しており、現在でも進歩保守党として活動している。

## 歴代党首
ここでは進歩保守党の前身である保守党時代も含めた歴代党首について紹介する。
太字は首相経験者。

### 保守党時代
- 初代：ジョン=アレクサンダー・マクドナルド（1867年7月1日～1891年6月6日）
- 第2代：ジョン・アボット（1891年6月16日～1892年11月24日）
- 第3代：ジョン・トンプソン（1892年12月5日～1894年12月12日）
- 第4代：マッケンジー・ボーウェル（1894年12月21日～1896年4月27日）
- 第5代：チャールズ・タッパー（1896年5月1日～1901年2月5日）
- 第6代：ロバート=レアド・ボーデン（1901年2月6日～1920年7月9日）
- 第7代：アーサー・ミーエン（1920年7月10日～1926年9月24日）
- 第8代：リチャード・ベッドフォード・ベネット（1927年10月12日～1938年7月6日）
- 第9代：ロバート・マニオン（1938年7月7日～1940年5月13日）
- 第10代：アーサー・ミーエン（1941年11月12日～1942年12月9日）

### 進歩保守党時代
- 第11代：ジョン・ブラッケン（1942年12月11日～1948年7月20日）
- 第12代：ジョージ・ドリュー（1948年10月２日～1956年11月29日）
- 第13代：ジョン＝ジョージ・ディーフェンベーカー（1956年12月14日～1967年9月8日）
- 第14代：ロバート・スタンフィールド（1967年9月9日～1976年2月21日）
- 第15代：ジョー・クラーク（1976年2月22日～1983年2月18日）
- 第16代：ブライアン・マルルーニー（1983年6月11日～1993年6月12日）
- 第17代：キム・キャンベル（1993年6月13日～1993年12月13日）
- 第18代：ジャン・シャレー（1993年12月14日～1998年4月2日）
- 第19代：ジョー・クラーク（1998年11月14日～2003年5月30日）
- 第20代：ピーター・マッケイ（2003年5月31日～2003年12月8日）

## 総選挙における党勢推移
太字は総選挙に勝利し、与党となった、又は与党を維持した年
| 年         | 当選 |
| ---------- | ---- |
| 1945年選挙 | 65   |
| 1949年選挙 | 41   |
| 1953年選挙 | 50   |
| 1957年選挙 | 109  |
| 1958年選挙 | 208  |
| 1962年選挙 | 114  |
| 1963年選挙 | 93   |
| 1965年選挙 | 95   |
| 1968年選挙 | 72   |
| 1972年選挙 | 107  |
| 1974年選挙 | 95   |
| 1979年選挙 | 136  |
| 1980年選挙 | 103  |
| 1984年選挙 | 211  |
| 1988年選挙 | 169  |
| 1993年選挙 | 2    |
| 1997年選挙 | 20   |
| 2000年選挙 | 12   |

出典：Elections Canada